# Afrectopius rufifemur
Afrectopius rufifemur är en stekelart som beskrevs av Heinrich 1967. Afrectopius rufifemur ingår i släktet Afrectopius och familjen brokparasitsteklar. Inga underarter finns listade i Catalogue of Life.